# 聖燭祭

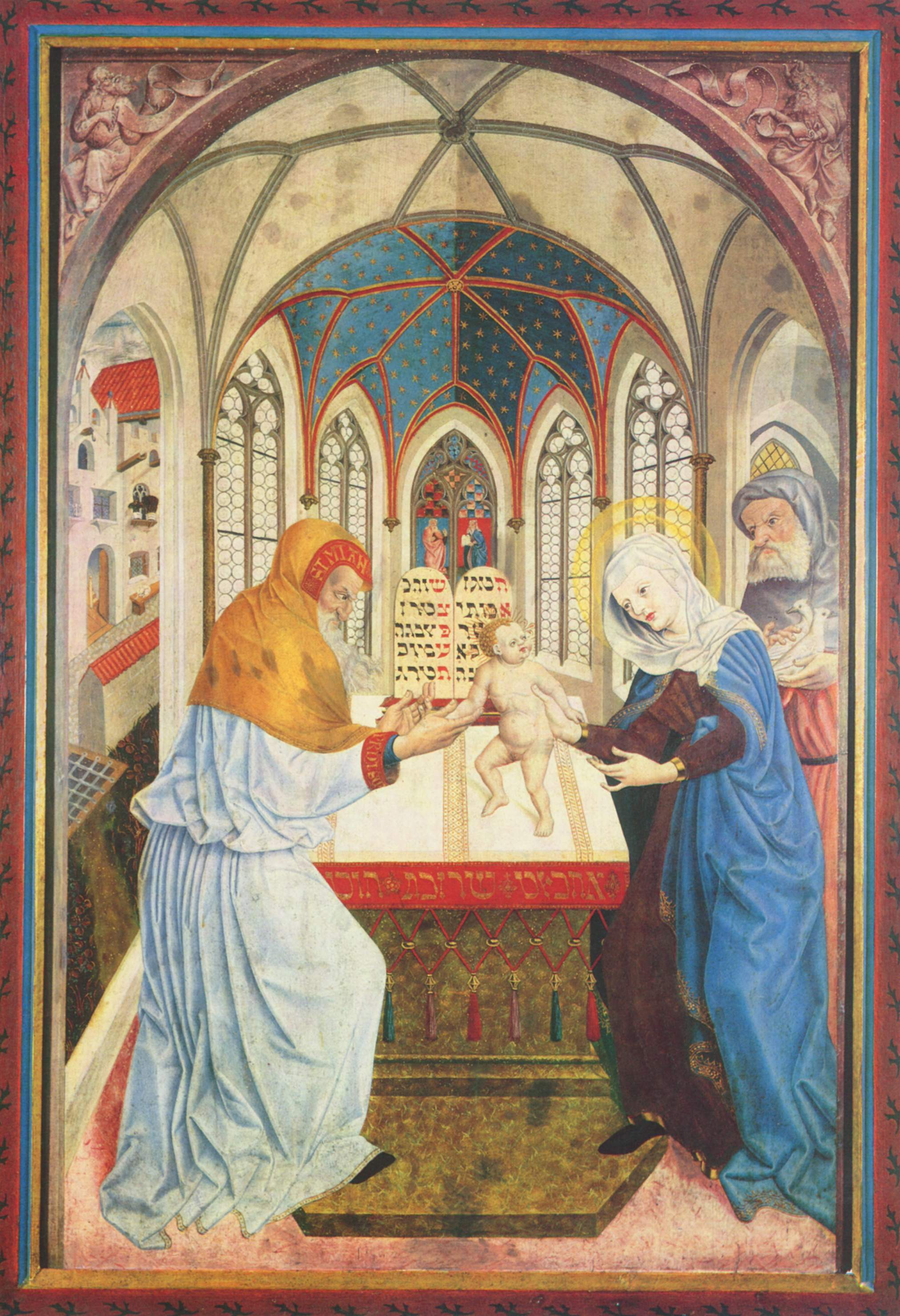
イエス・キリストの神殿奉献 (Meister der Pollinger Tafeln, 1444年, ドイツ)

聖燭祭（せいしょくさい、キャンドルマス、カンデラリア、シャンドルール、英語: Candlemas, ラテン語/スペイン語:  Candelaria, ドイツ語: Lichtmess）または主の奉献の祝日（しゅのほうけんのしゅくじつ、ラテン語: Praesentatio Domini, 英語: Presentation of the Lord, フランス語: La Chandeleur）は、西方教会（カトリック教会・聖公会・プロテスタント諸派）の祝日。イエス・キリストが聖母マリアと夫ヨセフによって神殿に連れて来られた際の出来事を記念して祝う。日本聖公会では被献日（ひけんび）と呼ぶ。グレゴリオ暦で2月2日に祝われる。正教会での主の迎接祭に相当する。
ルカによる福音書2章22節 - 40節の記述によると、マリアとヨセフは律法の定め（レビ記12章）に従い、イエスを生後40日後にエルサレム神殿に連れて来て、産後の汚れの潔めの式を受けるとともに、イエスを神に捧げた。この時神殿の近くに住んでいたシメオンという人物はイエスを抱き、救世主が到来したことを神に感謝した。この時にシメオンが歌ったという詞が「シメオンの賛歌」（ヌンク・ディミティス）である。
この祝日は、エルサレムでは5世紀に、ローマでは7世紀に祝われるようになった。西方典礼では10世紀以来、「マリアの清めの祝日」（マリアのきよめのしゅくじつ、ラテン語: Purificatio Mariae, 英語: Purification of the Virgin）と称されてきた。1960年の典礼刷新で、東方教会の伝統に沿って再び「主の奉献」という呼称になった。

## 民間での関連行事

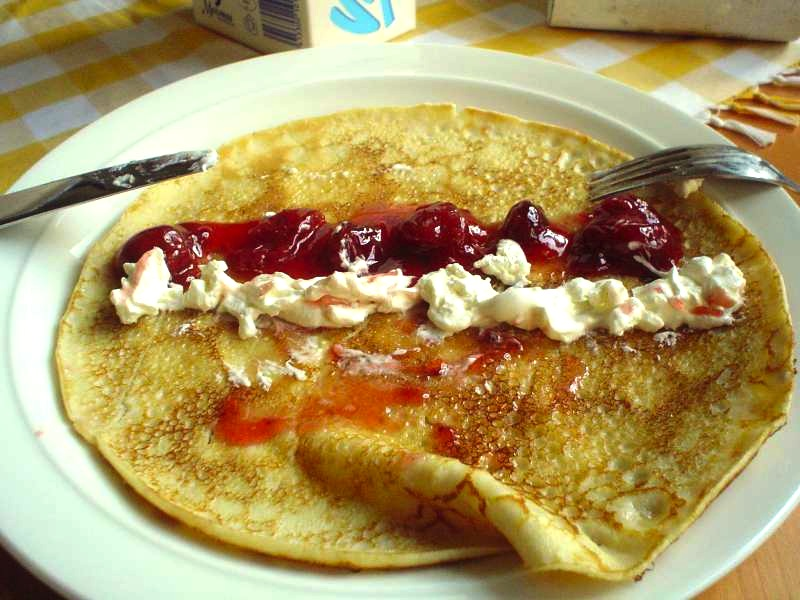
シャンドルールにはクレープが伝統的に用意され食べられる。

多くの地域でこの日をクリスマスシーズンの終わりとして、装飾品を取り外し、クリスマスツリー等を燃やす。民間では、ヨーロッパに古くからあった立春の祭と習合した風習がみられる。また、ローマに詣でた巡礼が法王より聖体を下賜される行事にならい、フランスの各家庭でクレープが焼かれ、食される日でもある。
- インボルク
  - キルデアのブリギッド
- グラウンドホッグデー